# Le Planquay
Le Planquay är en kommun i departementet Eure i regionen Normandie i norra Frankrike. Kommunen ligger i kantonen Thiberville som tillhör arrondissementet Bernay. År 2022 hade Le Planquay 161 invånare.

## Befolkningsutveckling
Antalet invånare i kommunen Le Planquay
Referens:INSEE